# Mesa del Espinal
Mesa del Espinal är en ort i Mexiko.   Den ligger i kommunen Villa Victoria och delstaten Mexiko, i den sydöstra delen av landet, 100 km väster om huvudstaden Mexico City. Mesa del Espinal ligger 2 684 meter över havet och antalet invånare är 234.
Terrängen runt Mesa del Espinal är kuperad åt sydväst, men åt nordost är den platt. Runt Mesa del Espinal är det ganska tätbefolkat, med 144 invånare per kvadratkilometer. Närmaste större samhälle är Amanalco de Becerra, 17,5 km sydost om Mesa del Espinal. I omgivningarna runt Mesa del Espinal växer huvudsakligen savannskog.